# Hluboček
Hluboček je přírodní památka v okrese Třebíč východně od města Třebíče při břehu řeky Jihlavy pod vrchem Brčíře nedaleko obce Vladislav. Přírodní památka byla vyhlášena v roce 1983 jako dvě samostatné luční enklávy. Lokalita je chráněna převážně jako krajní bod rozšíření silně ohrožené ladoňky dvoulisté rakouské (Scilla bifolia var. drunensis) směrem do nitra Českomoravské vrchoviny. Dalšími vzácnějšími druhy na lokalitě jsou dymnivka plná (Corydalis solida), křivatec žlutý (Gagea lutea) nebo plicník lékařský (Pulmonaria officinalis), což jsou rovněž druhy typické pro lužní lesy a nivní louky.
Geologické podloží je tvořeno kvartérními povodňovými hlínami, místy organickými materiály na štěrku z řeky Jihlavy. V současné době je louka využívána jako kosená louka, která je obhospodařována bez užití hnojiv.

## Galerie chráněných druhů

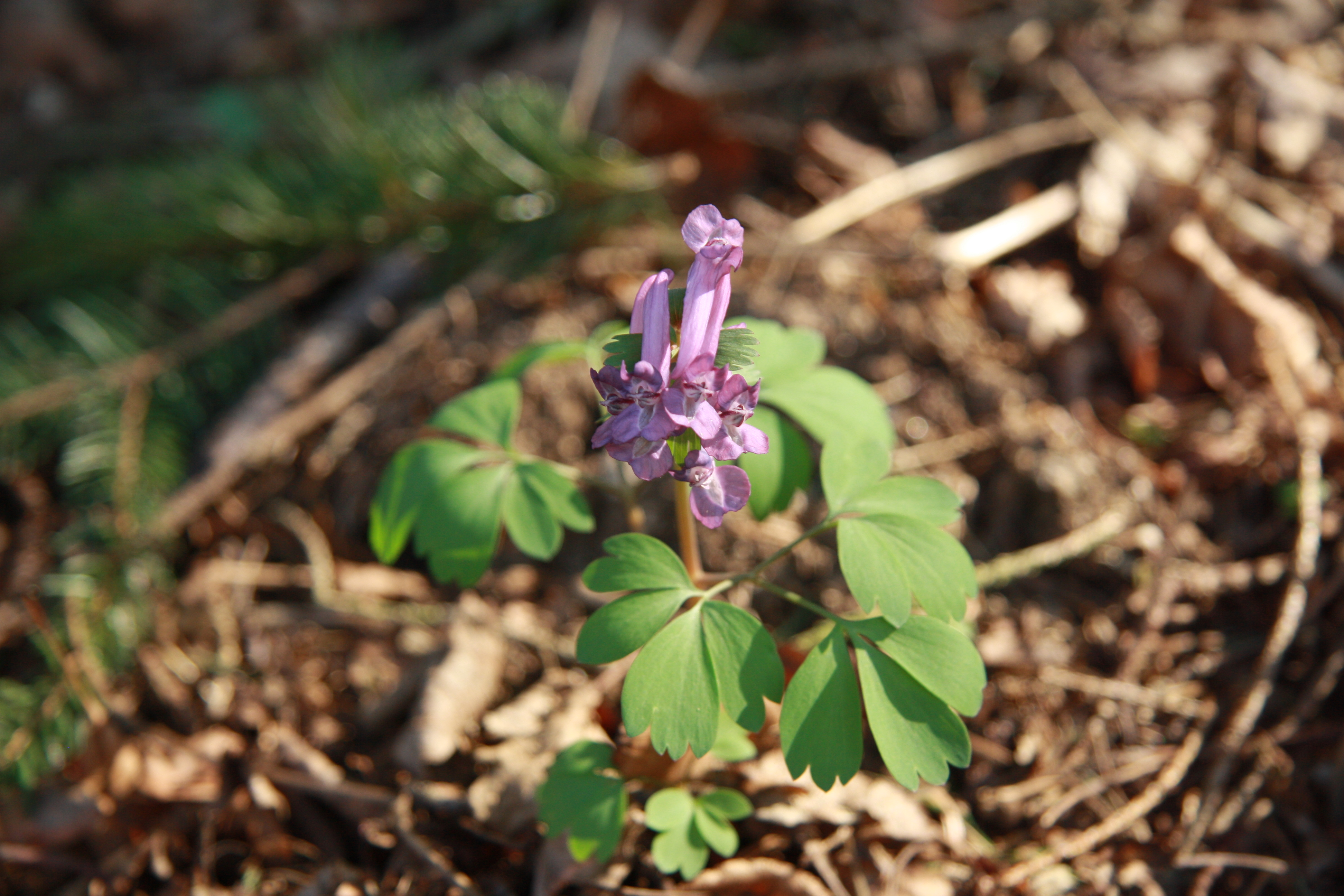
Dymnivka plná
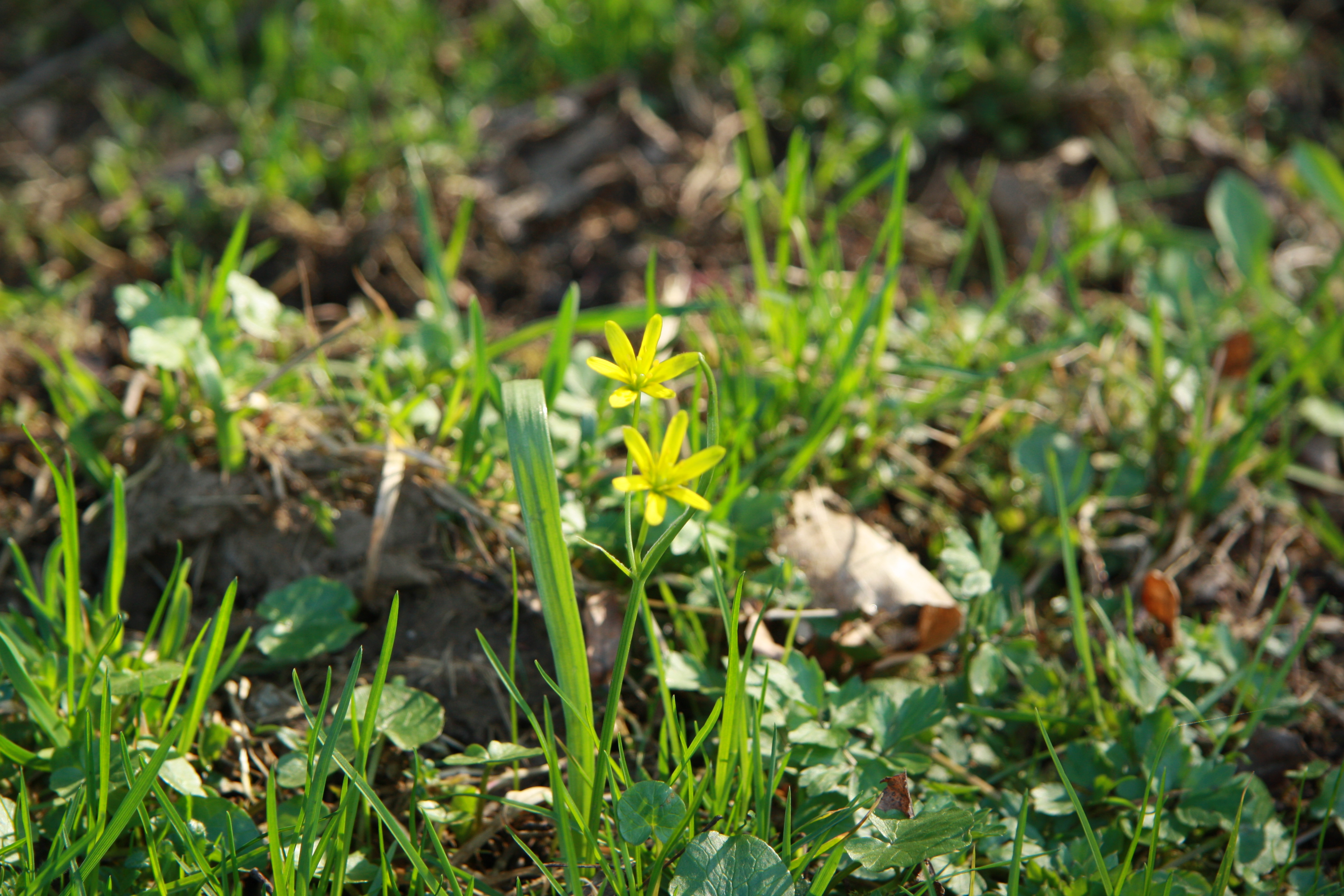
Křivatec žlutý
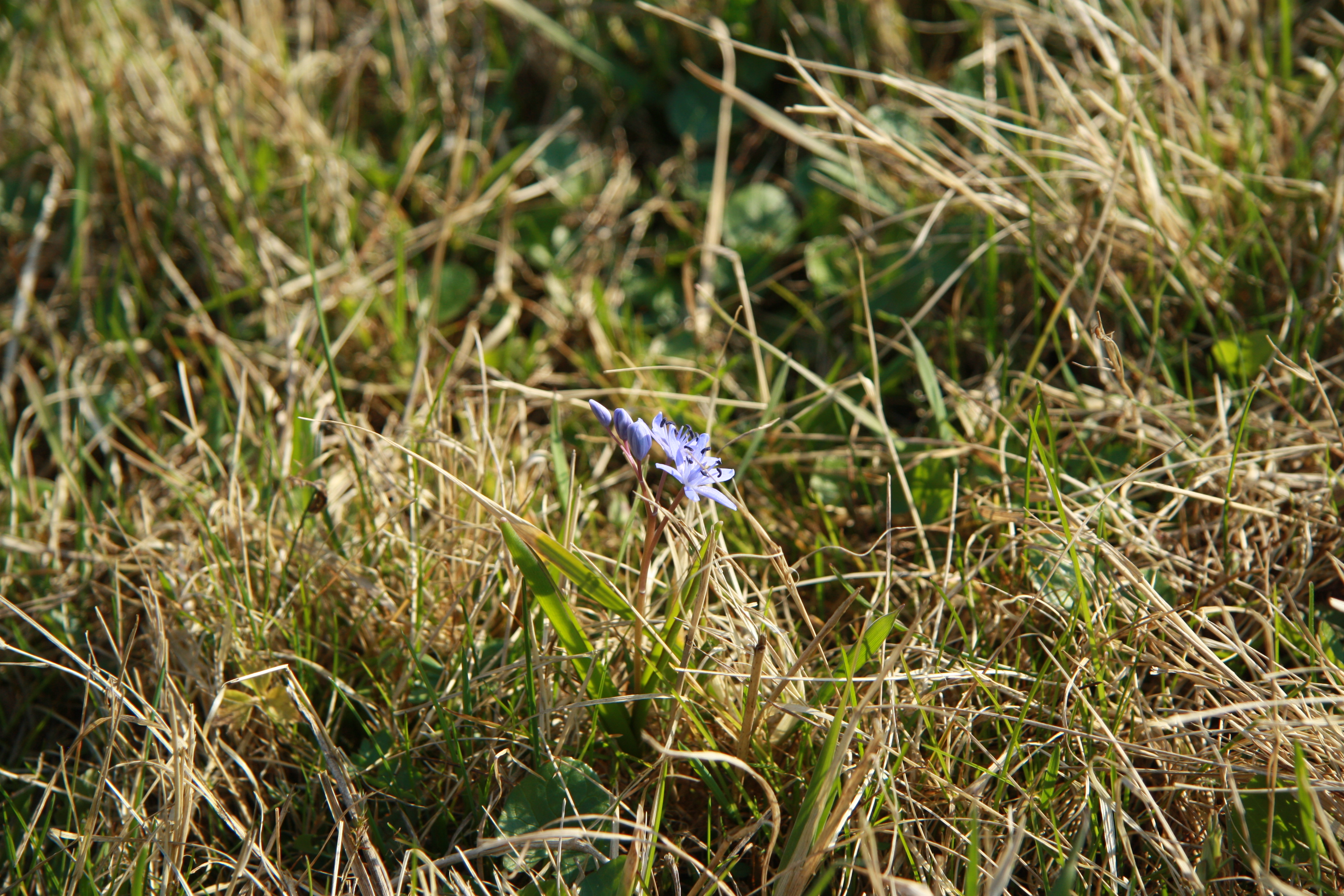
Ladoňka dvoulistá rakouská